# Липовац (община Вранска баня)
Липовац или Липовец (на сръбски: Липовац или Lipovac) е село в Югоизточна Сърбия, Пчински окръг, Град Враня, община Вранска баня.

## География
Липовац е пръснат тип селище, съставено от махали и отделни къщи, пръснати на голяма площ.
Центърът на селото отстои на 13 километра североизточно от общинския център Вранска баня, северозападно от село Сливница, на 3,3 километра югозападно от село Клисурица и на 4,5 километра югоизточно от село Корбевац.

## История
По време на Първата световна война селото е във военновременните граници на Царство България, като административно е част от Вранска околия на Врански окръг.

## Население
Според преброяването на населението от 2011 г. селото има 35 жители.

### Етнически състав
Данните за етническия състав на населението са от преброяването през 2002 г.
- сърби – 79 жители (100%)